# Джеръм (Аризона)
 Тази статия е за града в САЩ.  За британския писател вижте Джеръм К. Джеръм.  
Джером (на английски: Jerome) е град в окръг Явапай, щата Аризона, САЩ. Джером е с население от 353 жители (2007) и обща площ от 1,8 km². Намира се на 1548 m надморска височина. ЗИП кодът му е 86331, а телефонният му код е 928.